# Der Liebesbrief
Der Liebesbrief ist ein Gemälde von Jan Vermeer, das 1669/1670 entstand. Das 44 Zentimeter hohe und 38,5 Zentimeter breite Ölgemälde zeigt eine Szene zwischen einer Herrin und einer Dienstmagd. Derzeit ist das Bild im Rijksmuseum in Amsterdam zu sehen.

## Bildbeschreibung
Durch einen dunklen Vorraum kann der Betrachter des Bildes in ein helles Zimmer sehen. Am rechten Bildrand im Vorraum steht ein Stuhl, auf dem Musiknoten liegen. Über dem Stuhl ist ein Vorhang geklemmt, der am oberen Bildrand über der rechten Hälfte des Durchgangs hängt. In der Mitte des zweiten Raumes sitzt die Dame des Hauses mit einer Laute auf dem Schoß auf einem Stuhl. In ihrer rechten Hand hält sie einen Brief, der ihr kurz vorher von der Dienstmagd überreicht wurde. Die Herrin blickt zu der Magd auf, wobei ihre Gefühle aus dem Blick heraus nicht eindeutig eingeordnet werden können. Auch der Inhalt des Briefes wird nicht durch Attribute näher bestimmt, jedoch hat sich als Bildtitel die Bezeichnung als Liebesbrief durchgesetzt. Die Einrichtung des Raumes ist luxuriös mit den beiden Gemälden an der Rückwand und der Goldlederverkleidung.

## Provenienz
Der Liebesbrief wurde am 29. März 1892 in Amsterdam versteigert. Das Bild befand sich daraufhin 1892/1893 im Besitz der Vereniging Rembrandt, die es 1893 dem Rijksmuseum übertrug.